# Sociedad Patriótica y de Beneficencia de las Amigas de la Verdad
La Sociedad Patriótica y de Beneficencia de las Amigas de la Verdad fue fundada por Etta Palm de Aelders en marzo de 1791, en París, durante la Revolución francesa y fue el primer círculo exclusivamente femenino de la historia de Francia.
Ligada al club masculino de los Amigos de la Verdad (o Círculo Social), estaba reservada exclusivamente a las mujeres. Esta sociedad se preocupó de la defensa de los derechos de las mujeres. 
En abril de 1792, pidió a la Asamblea Nacional que las mujeres fueran admitidas en las funciones civiles y militares, que la educación de las niñas estuviera fundada sobre los mismos principios que la de los varones, que las mujeres fueran consideradas mayores de edad a los 21 años y que fuera promulgada la ley del divorcio. La respuesta del presidente de la Asamblea fue considerar las peticiones. El círculo dejó de ser activo después de 1792.